# Kolumbusz tojása (szobor)
A Kolumbusz tojása, más néven Egy új ember születése a grúz Zurab Cereteli szobrászművész hatalmas méretű alkotása, amely az 1990-es évek óta a spanyolországi Sevillában látható egy parkban. Ez az ország legnagyobb szobra.

## Története
A szobor alkotója, a grúz Zurab Cereteli a Szovjetunió oroszországi részén élt. Elkészült szobra Moszkva önkormányzatának tulajdonába került: ők adományozták oda Sevillának 1992-ben az itt rendezett világkiállítás alkalmából. A hatalmas alkotást részeire bontva Szentpétervár kikötőjéből hajón hozták a baszkföldi Santurcébe, majd onnan 37 teherautóval szállították Sevillába (vasúton nem lehetett, mert még szétbontva is voltak olyan nagy darabjai, hogy nem fértek volna át bizonyos vasúti alagutakon). A szállítás teljes költsége mintegy 5 millió peseta volt.
Alkotója elkészítette az óriásszobor kicsinyített mását is: ezt az UNESCO-nak adományozta, így ma is látható a szervezet párizsi székhelyén, az épület parkjában.
A sevillai szobor állapota az évek során leromlott. Már három évvel felavatása után színesfémtolvajok elkezdték leszedni róla a külső bronz borítólemezeket: néhány év alatt mintegy 500 m²-nyi tűnt el belőlük. Bár 2000-ben felújították, de utána évtizedekig nem foglalkoztak vele, csak annyi történt, hogy 2012-ben a tojás belsejébe (ideiglenesen) egy fémkerítést helyeztek el, hogy nehezebben legyen megközelíthető.

## Leírás
Az alkotás Sevilla északi szélén, a La Cartuja-sziget mellett, a San Jerónimo parkban, egy kör alakú, szökőkúttal rendelkező vízfelület közepén található, a várost elkerülő országút közvetlen közelében. A bronzból készült mű egy hatalmas, oldalt nyitott tojást formáz, amelyben (hajókötelek és vitorlák között megjelenítve) Kolumbusz Kristóf szobra áll. Kezében egy hosszú papírtekercsen ábrázolt óceántérképet tart, amelyen megjelenik három hajója, amellyel 1492-ben útnak indult nyugat felé. A tojás magassága 45 méter, míg benne az emberalak 32 méteres. Ezen méreteknek köszönhetően ez Spanyolország legnagyobb szobra.
Bár a köznyelvben mindenki Kolumbusz tojásaként ismeri, hivatalos neve valójában Egy új ember születése. Ez a név Salvador Dalí 1943-as szürrealista festményére, Az új ember születését figyelő geopolitikai gyermekre utal, amelyen szintén megjelenik egy tojás.

## Képek

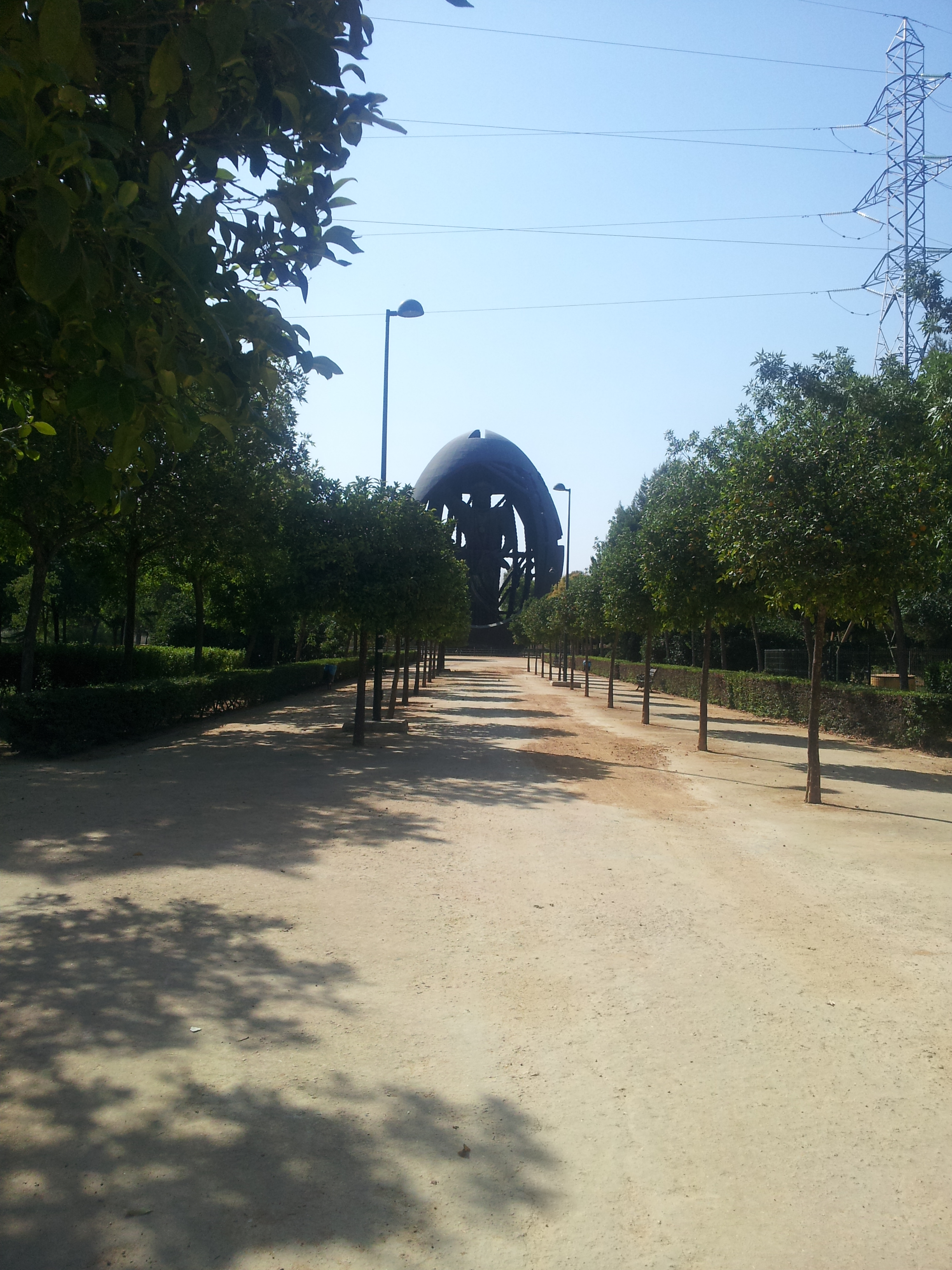
Távolról nézve
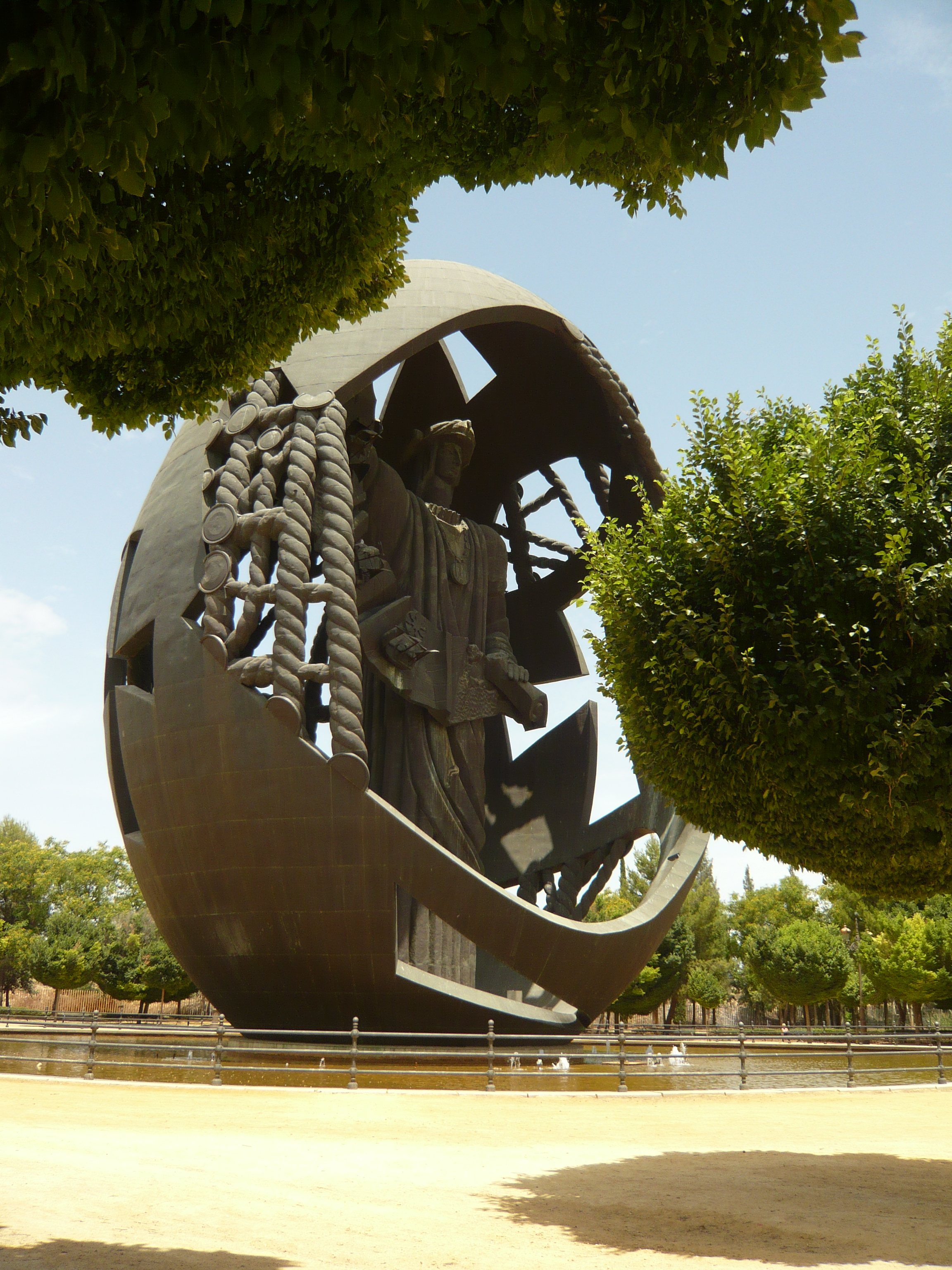
Közelebbről nézve
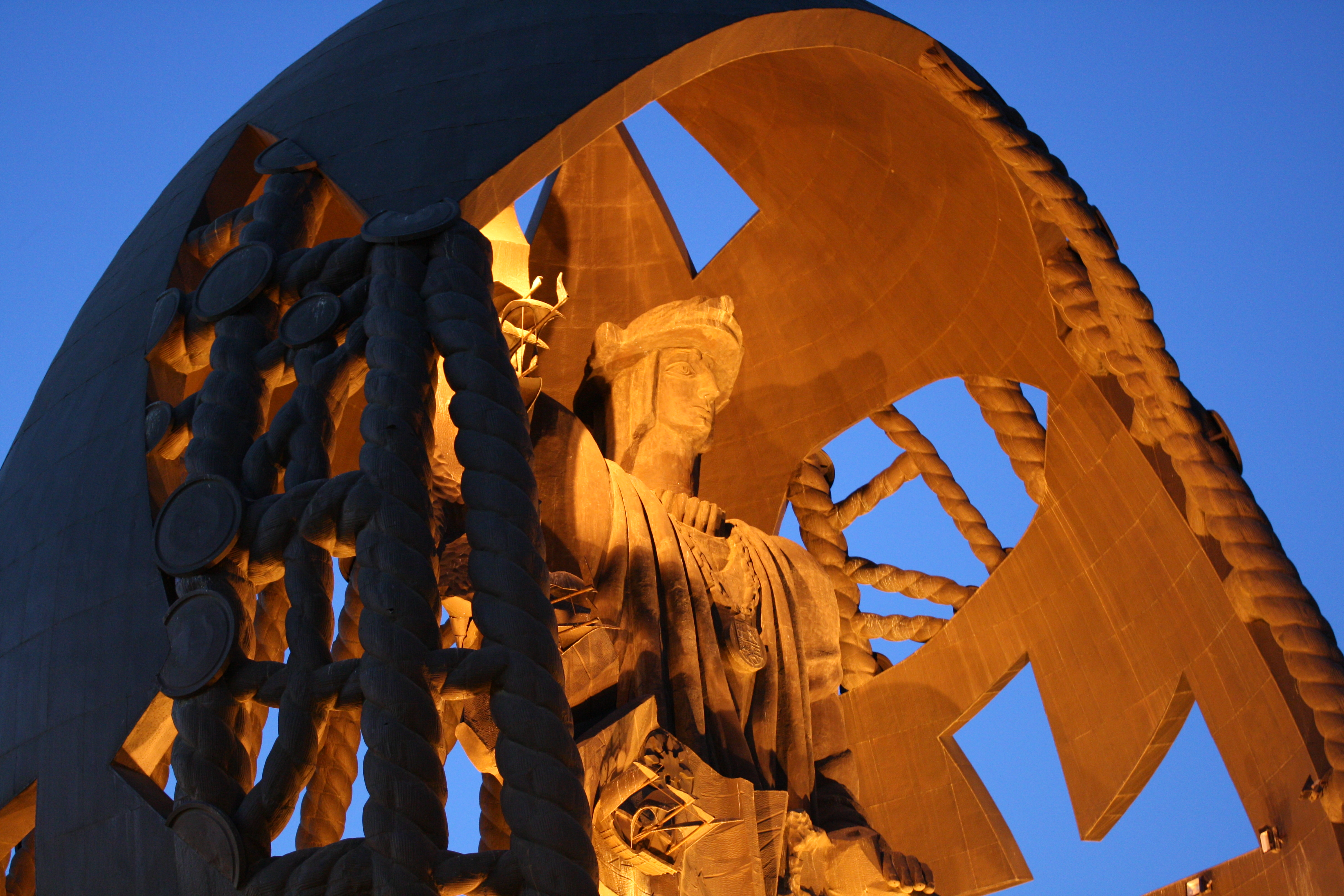
A Kolumbusz-szobor a tojás belsejében